# Matang Santot
Matang Santot is een bestuurslaag in het regentschap Aceh Utara van de provincie Atjeh, Indonesië. Matang Santot telt 189 inwoners (volkstelling 2010).